# Lavotta János-díj
A Lavotta János-díj a történelmi Zemplén és Abaúj megye térségének máig egyetlen művészeti díja, alapította a Lavotta János Alapítvány 1991-ben. A  történelmi Zemplén és Abaúj településein működő művészek, e táj kultúrájának gyarapításáért fáradozók kitartó, magas színvonalú művészi munkájának, továbbá Lavotta János életművét kutató, népszerűsítő, hagyományt teremtő és ápoló, tudományos tevékenység elismeréseként adományozzák.
A díjat évente egy személy kaphatja. A kitüntetett oklevelet (Csótó László királyhelmeci képzőművész munkája) és érmet (alkotója a sárospataki Borsi Antal szobrászművész) kap.
Az érem egyoldalas kerek plakett. Előlapján a névadó féljobbra néző portréjával, körülötte "LAVOTTA JÁNOS-DÍJ" felirattal.

## Díjazottak
- 1991: Dr. Máczay Gyuláné hegedűtanár;
- 1992: Asztalos Béláné zongoraművész-tanár (posztumusz);
- 1993: Bakonyi Béla karnagy, énektanár, zenei közíró – Abaújszántó;
- 1994: Dombóvári János mélyhegedű tanár, iskolaigazgató, alapító-művészeti vezető, Lavotta-kutató;
- 1995: Zempléni Kamarazenekar, az első Lavotta-CD közreműködője;
- 1997: Csehi Ferenc zenetanár, karnagy, iskolaigazgató – Sárospatak;
- 1998: Ujj Viktor Géza zenetanár, iskolaigazgató, karnagy, zeneszerző – Miskolc;
- 1999: Fridl András zenetanár (posztumusz) – Sárospatak;
- 2000: Lukin László középiskolai énektanár, karnagy, zenetörténész – Budapest;
- 2001: Rolla János hegedűművész, Liszt Ferenc Kamarazenekar koncertmestere – Budapest;
- 2002: Dr. Domokos Mária zenetörténész – Budapest;
- 2003: Fehérné Sulyok Éva gordonkatanár, igazgató-helyettes, tanszakvezető;
- 2004: Molnár Pál iskolaigazgató, karmester, zeneszerző – Rastatt (D);
- 2005: Dr. Papp Géza zenetörténész – Budapest;
- 2006: Szatmári György oboatanár, iskolaigazgató, karnagy;
- 2007: Bónis Ferenc zenetörténész – Budapest;
- 2009: Scholcz Péter karmester, Mosonyi-kutató – Hollandia;
- 2011: Pecze János képzőművész-tanár, iskolaigazgató – Gönc;
- 2013: Majorosné Hódossy Ilona énektanár, karnagy – Sátoraljaújhely;
- 2014: Csótó László képzőművész-tanár – Királyhelmec;
- 2015: Korolenkó Ilona hegedűművész, karmester – Ungvár;
- 2016: Dombóvári János Imre fuvolaművész, iskolaigazgató – Sátoraljaújhely;
- 2017: Kerek Gábor Közeledő fagott és blockflöte művész, iskolaigazgató, zeneszerző – Kazincbarcika;
- 2018: Bojti Eszter zongora korrepetitor, művész- és mestertanár – Debrecen;
- 2020: Kassai István, Mosonyi-kutató, Liszt Ferenc- és Weiner Leó–díjas, a MMA tagja
- 2020: Ittzés Mihály zenetörténész, karnagy (posztumusz) - Ittzésné Kövendi Kata középiskolai énektanár - Kecskemét
- 2021: Tusnády László irodalomtörténész, professor emeritus - Sátoraljaújhely
- 2022: Gombos László zenetörténész, Szabolcsi Bence-díjas - Budapest
- 2024: Fehér József, irodalomtörténész, Kazinczy Ferenc Múzeum emeritus igazgató (posztumusz) - Sátoraljaújhely